# Macropsis rufescens
Macropsis rufescens är en insektsart som beskrevs av Hamilton 1983. Macropsis rufescens ingår i släktet Macropsis och familjen dvärgstritar. Inga underarter finns listade i Catalogue of Life.